# Thesium utile
Thesium utile är en sandelträdsväxtart som beskrevs av Arthur William Hill. Thesium utile ingår i släktet spindelörter, och familjen sandelträdsväxter. Inga underarter finns listade i Catalogue of Life.